# Bộ An ninh Nội địa Hoa Kỳ
Bộ An ninh nội địa Hoa Kỳ (Department of Homeland Security) hay Bộ Nội an Hoa Kỳ là bộ hành pháp liên bang của Hoa Kỳ chịu trách nhiệm về an ninh công cộng, tương đương với các bộ nội vụ của các quốc gia khác. Các nhiệm vụ được nêu của bộ này bao gồm chống khủng bố, an ninh biên giới, nhập cư và hải quan, an ninh mạng, phòng ngừa và quản lý thảm họa .
Bộ này bắt đầu hoạt động vào ngày 1 tháng 3 năm 2003, sau khi được thành lập theo Đạo luật An ninh Nội địa năm 2002, được ban hành để phản ứng với các cuộc tấn công ngày 11 tháng 9. Với hơn 240.000 nhân viên  DHS là bộ Nội các lớn thứ ba, sau các bộ Quốc phòng và Cựu chiến binh. Chính sách an ninh nội địa được điều phối tại Nhà Trắng bởi Hội đồng An ninh Nội địa. Các cơ quan khác có trách nhiệm đáng kể về an ninh nội địa bao gồm các bộ Y tế và Dịch vụ Nhân sinh, Tư pháp và Năng lượng.

## Nỗ lực ban đầu sau Sự kiện 11 tháng 9
Ngày 20 tháng 9 năm 2001, để đối phó với những vụ tấn công như Sự kiện 11 tháng 9, Tổng thống George W. Bush thông báo thành lập một Phòng An ninh nội địa để điều hợp các nỗ lực an ninh trong nước và ủy nhiệm Thống đốc Tom Ridge lãnh đạo văn phòng này với chức danh là Phụ tá tổng thống đặc trách an ninh nội địa.
Cựu thống đốc bang Pennsylvania Tom Ridge nhận lấy trách nhiệm làm giám đốc điều hành Phòng an ninh nội địa ngày 8 tháng 10, 2001.

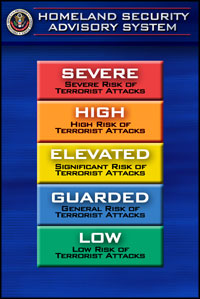
Bảng mức độ trong "Hệ thống Cảnh báo An ninh Nội địa Hoa Kỳ"

Ngày 12 tháng 3 năm 2002, hệ thống cảnh báo an ninh nội địa (một bảng chia mức độ có ký hiệu màu dùng để cảnh báo mức độ đe dọa khủng bố) được tạo ra theo chỉ thị của Tổng thống để "cung cấp phương tiện hữu hiệu và dễ hiểu trong việc phổ biến thông tin có liên quan đến mối đe doạ của hoạt động khủng bố đến các thẩm quyền liên bang, tiểu bang, địa phương và nhân dân Hoa Kỳ." Nhiều bước hành động ở các cơ sở phương tiện của chính phủ được tiến hành thận trọng theo mức độ cảnh báo; thí dụ một cơ sở phương tiện có thể phải lục soát tất cả các xe cộ đi vào khi cảnh báo lên đến một mức độ nào đó.
Tháng giêng năm 2003, Văn phòng được nhập lại thành Bộ Nội An và Hội đồng An ninh Nội địa Nhà Trắng, cả hai được thành lập bởi Đạo luật An ninh Nội địa năm 2002. Hội đồng An ninh Nội địa, giống như Hội đồng An ninh Quốc gia, nắm giữ điều hợp chính sách và vai trò cố vấn, được lãnh đạo bởi Phụ tá tổng thống đặc trách an ninh nội địa.

## Thành lập Bộ Nội An
Bộ Nội An được thành lập vào ngày 25 tháng 11 năm 2002 bởi Đạo luật An ninh Nội địa năm 2002. Sau nhiều tháng thảo luận về quyền lợi và phúc lợi nhân viên và các vấn đề khác, Tổng thống George W. Bush ký nó thành luật. Ý định là tập trung tất cả các tổ chức thuộc hành pháp Hoa Kỳ có liên quan đến an ninh nội địa vào một cơ quan nội các duy nhất. Ridge được vào chức vụ bộ trưởng ngày 24 tháng 1 năm 2003 và bắt đầu chọn các phụ tá chính cho mình. Bộ Nội An chính thức bắt đầu hoạt động ngày 24 tháng 1 năm 2003 nhưng đa số các cơ quan khác của bộ chưa hoàn tất chuyển qua bộ mới thành lập này cho đến 1 tháng 3.
Đây là lần tổ chức lại chính phủ lớn nhất trong vòng 50 năm kể từ khi Bộ Quốc phòng được thành lập.
Vào ngày 1 tháng 3 năm 2003, Bộ Di trú và Nhập tịch (INS - Immigration and Naturalization Service) sáp nhập vào Bộ An ninh Nội địa và đảm nhận nhiệm vụ của nó. Khi đó, Bộ An ninh Nội địa gồm hai Cơ quan mới và hoàn toàn tách biệt: Cơ quan Thực thi Di trú và Hải quan (ICE - Immigration and Customs Enforcement) và Sở Công dân và Di trú (CIS - Citizenship and Immigration Service). Đơn vị điều tra và thu thập tin tức tình báo của INS và Hải quan được gộp thành Cơ quan Tình báo An ninh Quốc gia (HSI - Homeland Security Investigations). Ngoài ra, chức năng biên giới của INS, bao gồm Tuần tra Biên giới Hoa Kỳ (U.S Border Patrol), Cục Hải Quan Hoa Kỳ (US Customs Service), và Cục Thanh tra Sức khỏe Động Thực vật (Animal and Plant Health Inspection Service) được thống nhất thành: Cục Hải quan và Bảo vệ Biên giới (US Customs and Border Protection).
Sau khi thiết lập nền tảng căn bản của Bộ Nội An và tiến hành sáp nhập các phần tử của bộ và đưa bộ vào hoạt động, Ridge thông báo từ chức vào ngày 30 tháng 11 năm 2004 theo sau cuộc tái đắc cử của Tổng thống Bush. Tổng thống ban đầu tiến cử cựu ủy viên hội đồng cảnh sát New York là Bernard Kerik vào thay, nhưng ngày 10 tháng 12 Kerik rút khỏi sự tiến cử với lý do cá nhân và nói rằng "đấy không phải là ích lợi tốt nhứt" cho đất nước để ông theo đuổi chức vụ này. Ngày 11 tháng 1 năm 2005, Tổng thống Bush tiến cử thẩm phán liên bang Michael Chertoff thay cho Ridge. Chertoff được chấp thuận với tỉ lệ phiếu 98-0 tại Thượng viện Hoa Kỳ ngày 15 tháng 2 năm 2005. Ông tuyên thệ nhậm chức cùng ngày.

## Tổng hành dinh

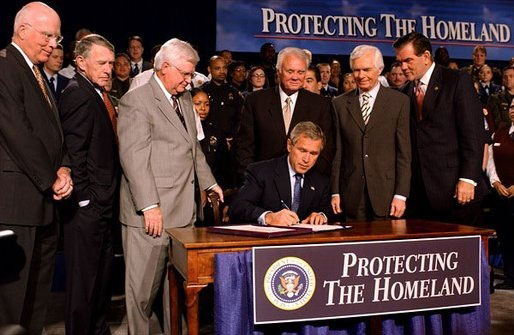
Tổng thống George W. Bush ký Đạo luật Nội An năm 2004.

Từ khi khởi sự, Bộ có tổng hành dinh tạm thời trong Tòa nhà đường Nebraska, trước kia là cơ sở phương tiện của hải quân tại Washington, D.C.. Đầu năm 2007, Bộ đệ trình một kế hoạch giá 4,1 tỉ lên Quốc hội Hoa Kỳ xem xét để đưa hết trên 60 văn phòng của bộ ở vùng Washington vào một khu tổng hành dinh duy nhất ở khung viên Bệnh viện St. Elizabeths trong vùng Đông nam Washington. Sớm nhất mà Bộ Nội An có thể di chuyển đến tổng hành dinh mới này là vào năm 2012.. Việc di chuyển này được các viên chức Đặc khu Columbia hoan nghênh vì sự tác động kinh tế tích cực mà nó mang đến cho vùng Đông nam Washington vốn từ trước đến giờ rất yếu kém. Vùng này cũng là nhà cho một vận động trường mới của đội bóng rổ Washington, dự kiến sẽ mở cửa vào năm 2008.